# Airai Bai

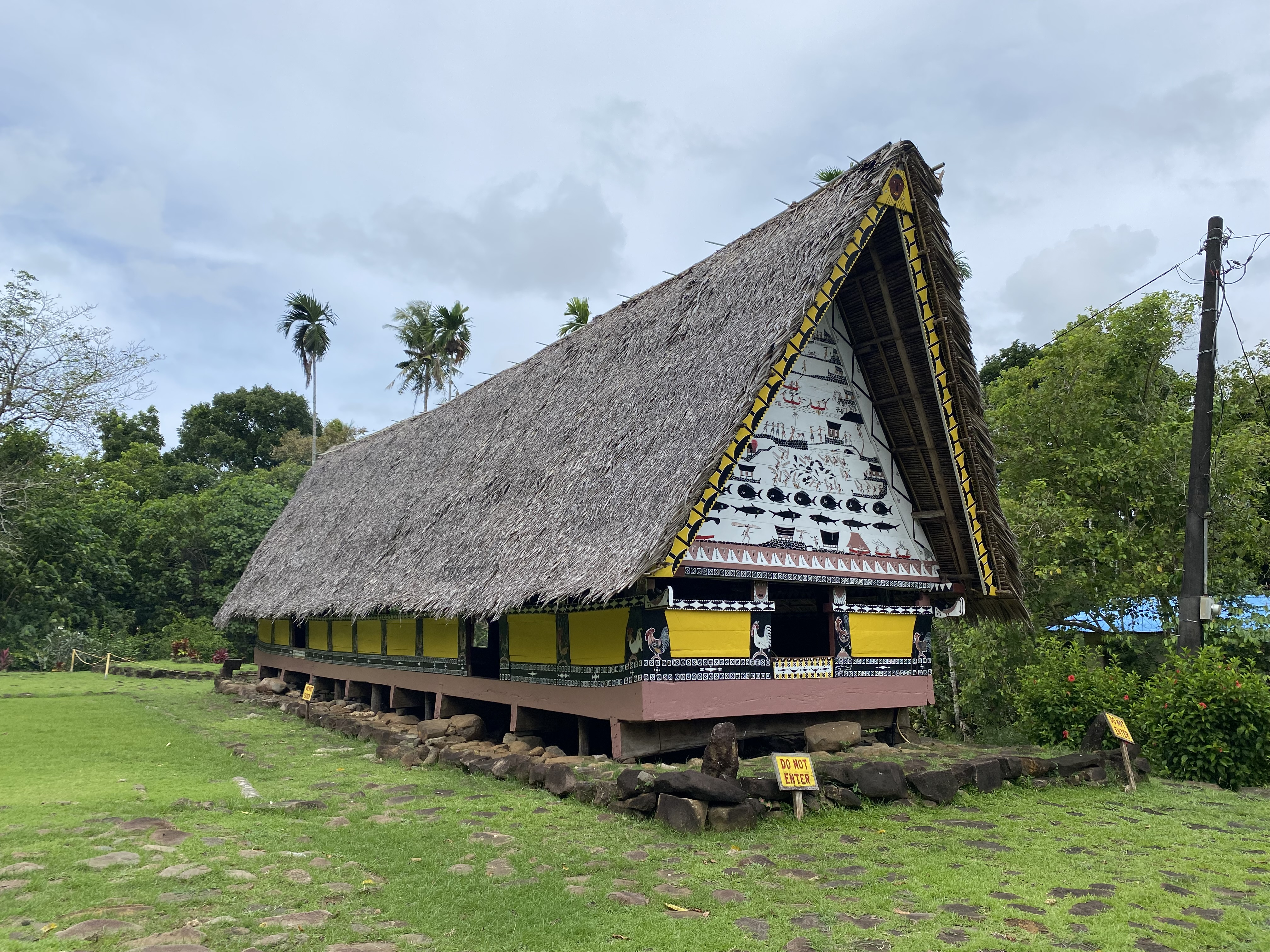
Airai Bai (Foto 2023)

Airai Bai (korrekt: Bai ra Rengara Irrai, auch: Bai Ra Irrai, dt.: Männer-Versammlungshaus von Airai) ist ein traditionelles Versammlungshaus im Gebiet der Gemeinde Airai auf Babeldaob, der größten Insel im Inselstaat Palau. Das Versammlungshaus steht inmitten des Dorfes auf einer Steinplattform, die schon früher als Fundament für ältere Bais diente. An der Stelle treffen sich zwei Stein-Pfade. Das Gebäude hat einen Grundriss von 20,1 m mal 6,1 m und erreicht eine Höhe von 12 m. Die Fassade und die Stützbalken im Inneren sind dekoriert mit Darstellungen von Legenden aus Palau. Es wurde um 1890 errichtet und erhielt in den 1970ern eine aufwändige Renovierung. Gebäude und Standort sind für die Gemeinschaft ein spirituelles und kulturelles Zentrum.
Das Gebäude wurde 1976 (als „Bai Ra Irrai“) ins National Register of Historic Places der Vereinigten Staaten aufgenommen, als Palau zu den Trust Territories of the Pacific der Vereinigten Staaten gehörte.